# 7e étape du Tour d'Espagne 2014
La 7e étape du Tour d'Espagne 2014 s'est déroule le vendredi 29 août 2014 entre les villes de Alhendín et Alcaudete sur une distance de 169 km.

## Résultats

### Classement de l'étape
|    | Coureur              | Pays        | Équipe                  |    | Temps          |
| -- | -------------------- | ----------- | ----------------------- | -- | -------------- |
| 1  | Alessandro De Marchi | Italie      | Cannondale              | en | 4 h 1 min 52 s |
| 2  | Ryder Hesjedal       | Canada      | Garmin-Sharp            | +  | 1 min 34 s     |
| 3  | Hubert Dupont        | France      | AG2R La Mondiale        |    | 1 min 35 s     |
| 4  | Johann Tschopp       | Suisse      | IAM                     |    | 1 min 35 s     |
| 5  | Philippe Gilbert     | Belgique    | BMC Racing              |    | 2 min 17 s     |
| 6  | Daniel Martin        | Irlande     | Garmin-Sharp            |    | 2 min 17 s     |
| 7  | Christopher Froome   | Royaume-Uni | Sky                     |    | 2 min 18 s     |
| 8  | Gianluca Brambilla   | Italie      | Omega Pharma-Quick Step |    | 2 min 20 s     |
| 9  | Alejandro Valverde   | Espagne     | Movistar                |    | 2 min 20 s     |
| 10 | Alberto Contador     | Espagne     | Tinkoff-Saxo            |    | 2 min 20 s     |

### Points attribués
|   | Cycliste             | Pays   | Équipe       | Points |
| - | -------------------- | ------ | ------------ | ------ |
| 1 | Johann Tschopp       | Suisse | IAM          | 4      |
| 2 | Alessandro De Marchi | Italie | Cannondale   | 2      |
| 3 | Ryder Hesjedal       | Canada | Garmin-Sharp | 1      |

|   | Cycliste       | Pays   | Équipe           | Points |
| - | -------------- | ------ | ---------------- | ------ |
| 1 | Ryder Hesjedal | Canada | Garmin-Sharp     | 4      |
| 2 | Johann Tschopp | Suisse | IAM              | 2      |
| 3 | Hubert Dupont  | France | AG2R La Mondiale | 1      |

|    | Cycliste             | Pays        | Équipe                  | Points |
| -- | -------------------- | ----------- | ----------------------- | ------ |
| 1  | Alessandro De Marchi | Italie      | Cannondale              | 25     |
| 2  | Ryder Hesjedal       | Canada      | Garmin-Sharp            | 20     |
| 3  | Hubert Dupont        | France      | AG2R La Mondiale        | 16     |
| 4  | Johann Tschopp       | Suisse      | IAM                     | 14     |
| 5  | Philippe Gilbert     | Belgique    | BMC Racing              | 12     |
| 6  | Daniel Martin        | Irlande     | Garmin-Sharp            | 10     |
| 7  | Christopher Froome   | Royaume-Uni | Sky                     | 9      |
| 8  | Gianluca Brambilla   | Italie      | Omega Pharma-Quick Step | 8      |
| 9  | Alejandro Valverde   | Espagne     | Movistar                | 7      |
| 10 | Alberto Contador     | Espagne     | Tinkoff-Saxo            | 6      |
| 11 | Robert Gesink        | Pays-Bas    | Belkin                  | 5      |
| 12 | Nairo Quintana       | Colombie    | Movistar                | 4      |
| 13 | Damiano Caruso       | Italie      | Cannondale              | 3      |
| 14 | Joaquim Rodríguez    | Espagne     | Katusha                 | 2      |
| 15 | Michael Matthews     | Australie   | Orica-GreenEDGE         | 1      |
| 16 | Filippo Pozzato      | Italie      | Lampre-Merida           | -5     |
| 17 | Thibaut Pinot        | France      | FDJ.fr                  | -5     |
| 18 | Ryder Hesjedal       | Canada      | Garmin-Sharp            | -10    |

### Cols et côtes
|   | Cycliste       | Pays   | Équipe           | Points |
| - | -------------- | ------ | ---------------- | ------ |
| 1 | Johann Tschopp | Suisse | IAM              | 3      |
| 2 | Ryder Hesjedal | Canada | Garmin-Sharp     | 2      |
| 3 | Hubert Dupont  | France | AG2R La Mondiale | 1      |

|   | Cycliste       | Pays   | Équipe           | Points |
| - | -------------- | ------ | ---------------- | ------ |
| 1 | Johann Tschopp | Suisse | IAM              | 5      |
| 2 | Ryder Hesjedal | Canada | Garmin-Sharp     | 3      |
| 3 | Hubert Dupont  | France | AG2R La Mondiale | 1      |

## Classements à l'issue de l'étape

### Classement général
|    | Cycliste           | Pays        | Équipe          |    | Temps            |
| -- | ------------------ | ----------- | --------------- | -- | ---------------- |
| 1  | Alejandro Valverde | Espagne     | Movistar        | en | 26 h 52 min 20 s |
| 2  | Nairo Quintana     | Colombie    | Movistar        | +  | 15 s             |
| 3  | Alberto Contador   | Espagne     | Tinkoff-Saxo    |    | 18 s             |
| 4  | Christopher Froome | Royaume-Uni | Sky             |    | 20 s             |
| 5  | Esteban Chaves     | Colombie    | Orica-GreenEDGE |    | 41 s             |
| 6  | Joaquim Rodríguez  | Espagne     | Katusha         |    | 45 s             |
| 7  | Robert Gesink      | Pays-Bas    | Belkin          |    | 55 s             |
| 8  | Fabio Aru          | Italie      | Astana          |    | 58 s             |
| 9  | Warren Barguil     | France      | Giant-Shimano   |    | 1 min 02 s       |
| 10 | Wilco Kelderman    | Pays-Bas    | Belkin          |    | 1 min 06 s       |

### Classement par points
|   | Cycliste         | Pays      | Équipe          | Points |
| - | ---------------- | --------- | --------------- | ------ |
| 1 | John Degenkolb   | Allemagne | Giant-Shimano   | 72     |
| 2 | Michael Matthews | Australie | Orica-GreenEDGE | 51     |
| 3 | Nacer Bouhanni   | France    | FDJ.fr          | 49     |

### Classement du meilleur grimpeur
|   | Cycliste           | Pays    | Équipe                 | Points |
| - | ------------------ | ------- | ---------------------- | ------ |
| 1 | Lluís Mas          | Espagne | Caja Rural-Seguros RGA | 18     |
| 2 | Alejandro Valverde | Espagne | Movistar               | 10     |
| 3 | Jérôme Cousin      | France  | Europcar               | 10     |

### Classement du combiné
|   | Cycliste           | Pays        | Équipe   | Points |
| - | ------------------ | ----------- | -------- | ------ |
| 1 | Alejandro Valverde | Espagne     | Movistar | 9      |
| 2 | Christopher Froome | Royaume-Uni | Sky      | 15     |
| 3 | Joaquim Rodríguez  | Espagne     | Katusha  | 27     |

### Classements par équipes
|   | Équipe   | Pays     |    | Temps            |
| - | -------- | -------- | -- | ---------------- |
| 1 | Belkin   | Pays-Bas | en | 80 h 10 min 53 s |
| 2 | Movistar | Espagne  | +  | 45 s             |
| 3 | Katusha  | Russie   |    | 2 min 28 s       |

## Abandons
- Bryan Nauleau (Europcar)
- Aleksejs Saramotins (IAM)
- Ivan Santaromita (Orica-GreenEDGE)